# Legerplaats Harskamp

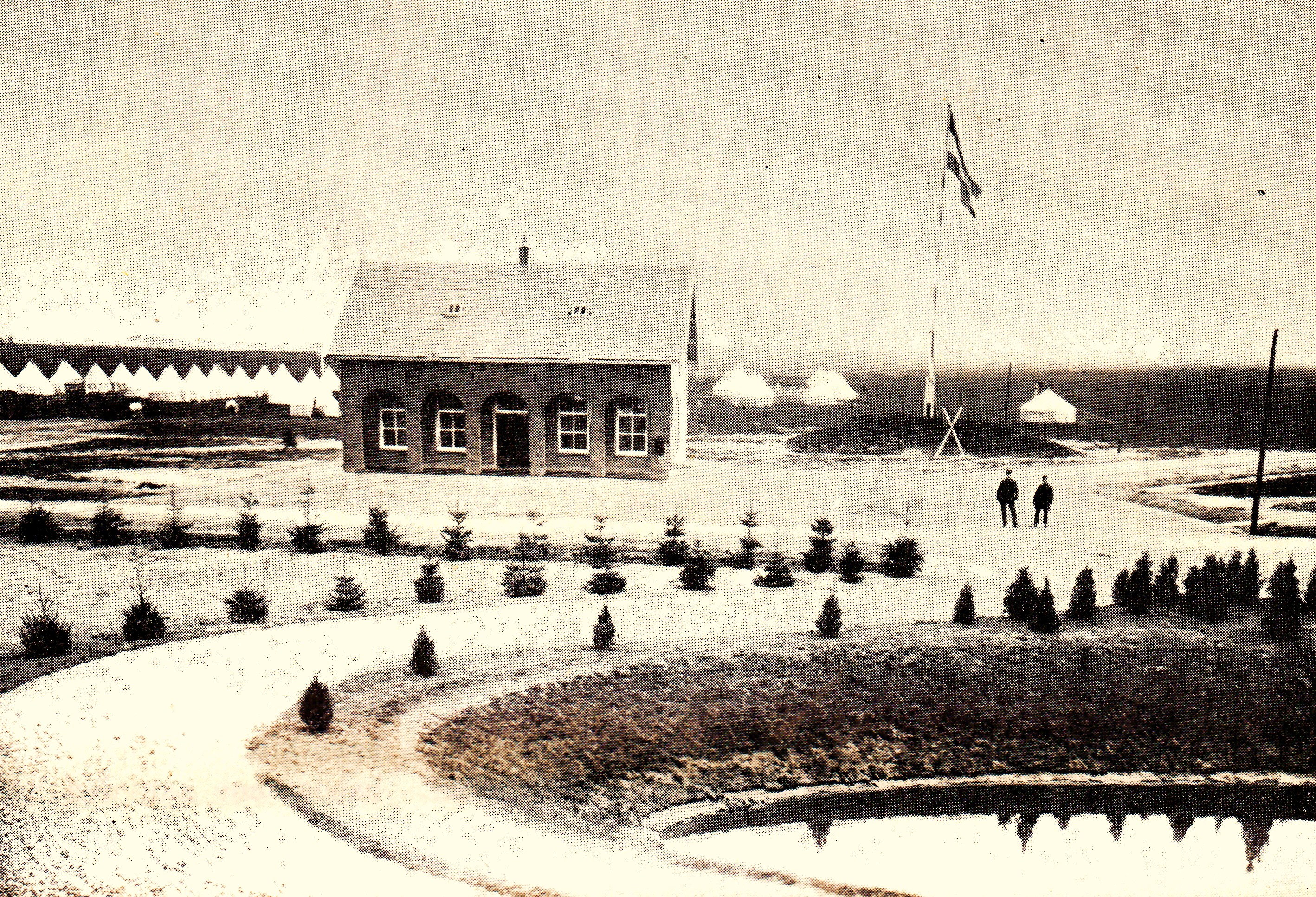
De Harskamp in 1899

De Legerplaats Harskamp/Generaal Winkelman Kazerne, kortweg De Harskamp, gelegen nabij het Gelderse dorp Harskamp, is een militair complex van de Nederlandse krijgsmacht. Het terrein huisvest onder meer de Infanterieschool en het Infanterie Schietkamp (ISK).
De legerplaats werd als militair oefenterrein op 1 september 1899 in gebruik genomen voor schietoefeningen met de net geïntroduceerde M95 Steyr-Mannlicher-geweren.
Eind oktober 1918 ontstonden op de legerplaats de Harskamprellen tegen de slechte economische omstandigheden. Dat vormde de inleiding tot een poging tot revolutie in Nederland die als de Vergissing van Troelstra de geschiedenis in zou gaan.
Op het terrein bevindt zich een oefendorp (Oostdorp), waar gevechten in bebouwd gebied kunnen worden geoefend. Het luchtruim boven het schietkamp is aangewezen als vliegbeperkingsgebied met de codenaam EHR 9. Dit is een vijfhoekig gebied met een diameter van ongeveer 7 km dat reikt tot een hoogte van 5600 voet (1707 m). Bij activiteiten binnen het gebied is vliegverkeer beneden deze hoogte niet toegestaan.
Tot 2007 was Generaal Winkelman Kazerne de naam van de kazerne aan de Elspeterweg te Nunspeet. In dat jaar werd deze legerplaats overgedragen aan Staatsbosbeheer die het in de jaren erna weer tot bosgebied heeft gemaakt. Vrijwel alle gebouwen op het terrein werden in de periode 2004-2007 gesloopt. Het standbeeld van generaal Winkelman is verhuisd en staat nu bij de omgedoopte kazerne op de Harskamp. Nabij de Stakenberg is een informatiepaneel geplaatst over de oude legerplaats, waarvan nu alleen nog het PMT-gebouw en enkele woonhuizen staan. 
Het terrein van Legerplaats Harskamp functioneert ook als natuurgebied en is buiten oefentijden beperkt opengesteld voor wandelaars en fietsers.

## Museumpark Harskamp
Tot 1 september 2014 waren de historische gebouwen van Infanterie Schietkamp als gebruik als museumpark Harskamp. Er waren een aantal militaire musea gevestigd: het Infanteriemuseum, het Infanterie Schietkamp Museum en de Museum Korps Nationale Reserve van de Korps Nationale Reserve. Ook het Decauville Spoorweg Museum had hier een plaats gevonden. De musea zijn gesloten in verband met bezuinigingen bij defensie en het ontstaan van het Nationaal Militair Museum in Soesterberg.

## Trivia
Voor het muziekprogramma AVRO's Toppop werd op Schietkamp De Harskamp begin 1983 een videoclip opgenomen voor het nummer 99 Luftballons van de Duitse band Nena. Deze clip werd door de groep overgenomen voor wereldwijde promotie.

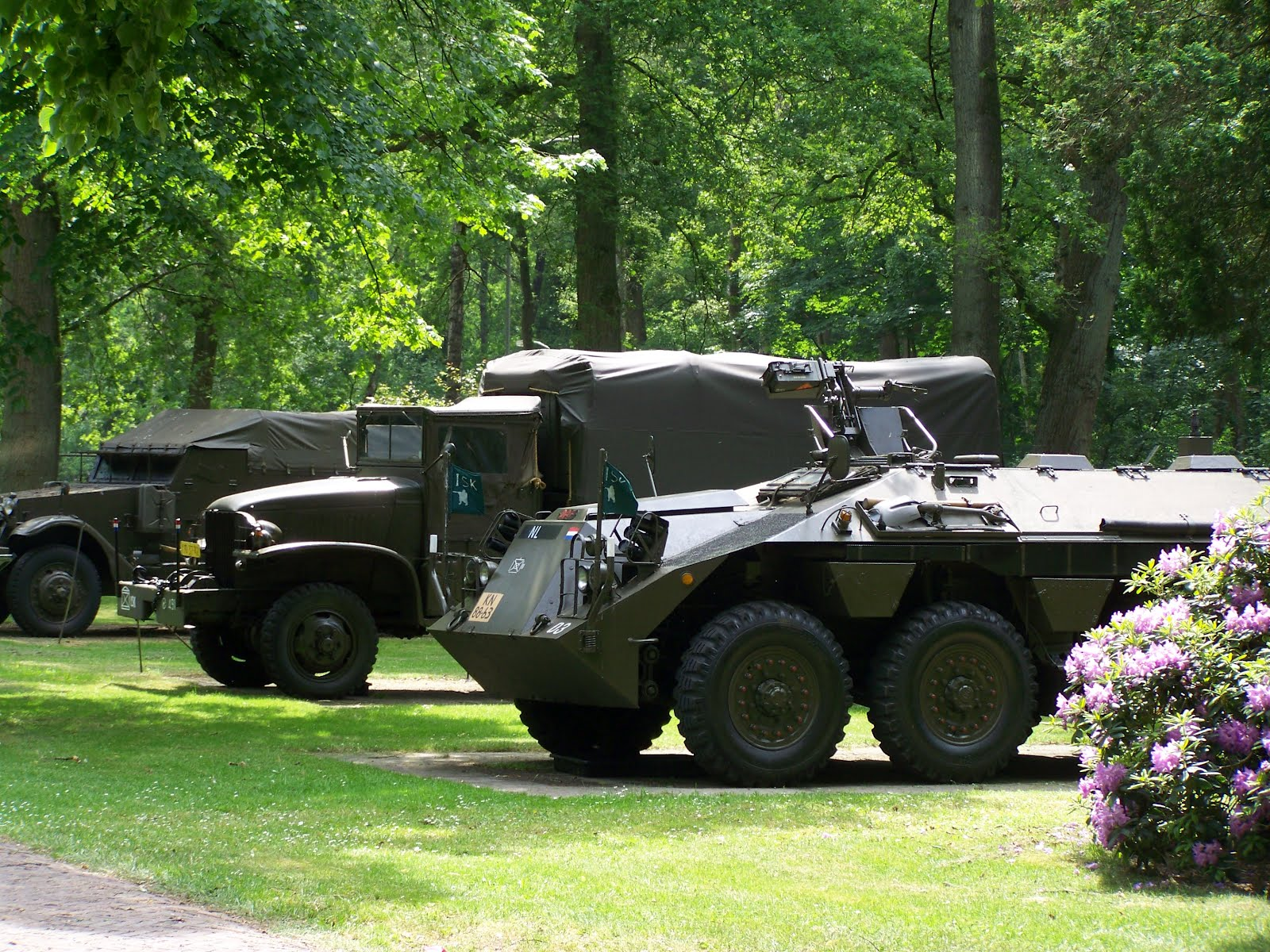
Militaire voertuigen in het museumpark
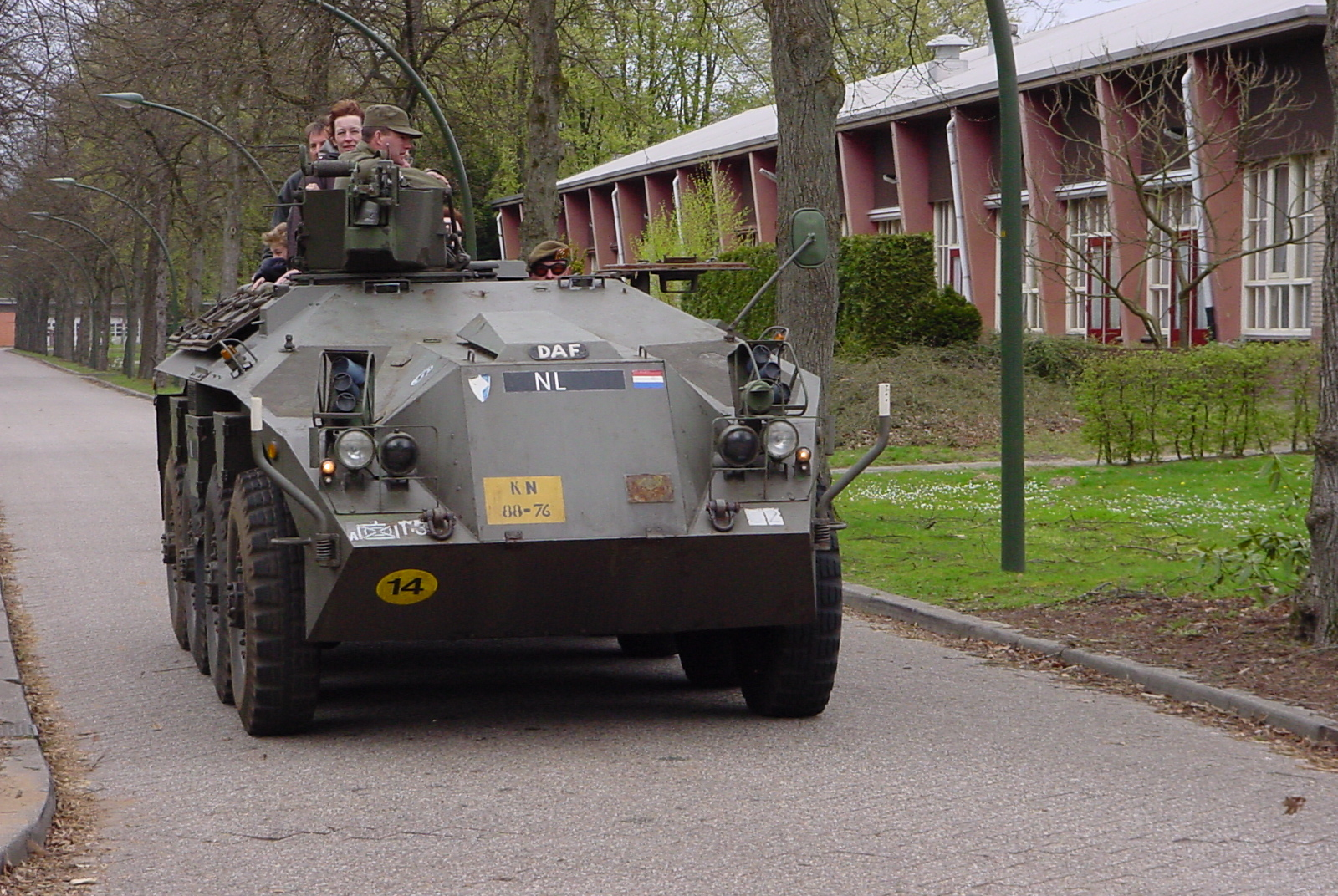
DAF YP-408

Kazernes in Nederland
In bedrijf:
Breezand ·
Havelte Oost ·
Legerplaats Harskamp ·
Leusderheide ·
Marnewaard ·
Oirschotse Heide ·
Vliehors ·
Vrachelse Heide ·
Vughterheide ·
Witterveld ·
Woensdrechtse Heide

Voormalig:
De Strubben-Kniphorstbos ·
Ermelosche Heide ·
Gorsselse Heide ·
Noordsvaarder ·
Sterrenbos